# Platygaster gifuensis
Platygaster gifuensis är en stekelart som först beskrevs av William Harris Ashmead 1904.  Platygaster gifuensis ingår i släktet Platygaster och familjen gallmyggesteklar. Inga underarter finns listade i Catalogue of Life.